# Hejdyk
Hejdyk (deutsch Heydik, 1938 bis 1945 Heidig) ist ein Dorf in der polnischen Woiwodschaft Ermland-Masuren und gehört zur Gmina Pisz (Stadt- und Landgemeinde Johannisburg) im Powiat Piski (Kreis Johannisburg).

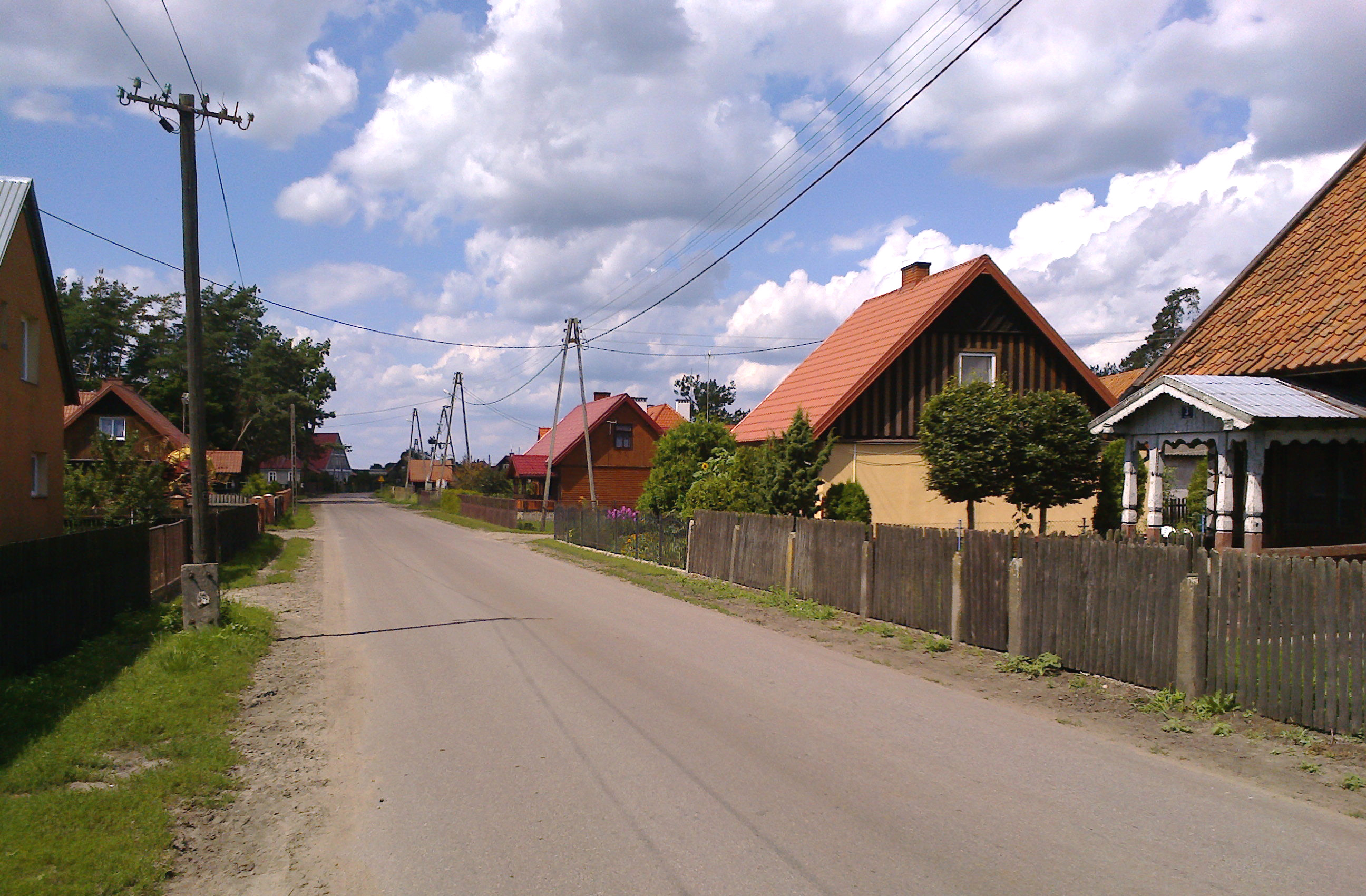
Dorfstraße in Hejdyk

## Geographische Lage
Hejdyk liegt im östlichen Süden der Woiwodschaft Ermland-Masuren, 23 Kilometer südwestlich der Kreisstadt Pisz (deutsch Johannisburg).

## Geschichte
Das nach 1785 Heydick, nach 1905 Heidik und bis 1938 Heydik genannte Heidedorf wurde 1758 als Schatullsiedlung gegründet. Zwischen 1874 und 1945 war es in den Amtsbezirk Turoscheln (polnisch Turośl) eingegliedert, der – 1938 in „Amtsbezirk Mittenheide“ umbenannt – zum Kreis Johannisburg im Regierungsbezirk Gumbinnen (ab 1905: Regierungsbezirk Allenstein) der preußischen Provinz Ostpreußen gehörte.
369 Einwohner zählte Heydik im Jahre 1910, im Jahre 1933 waren es 348. 
Aufgrund der Bestimmungen des Versailler Vertrags stimmte die Bevölkerung im Abstimmungsgebiet Allenstein, zu dem Heydik gehörte, am 11. Juli 1920 über die weitere staatliche Zugehörigkeit zu Ostpreußen (und damit zu Deutschland) oder den Anschluss an Polen ab. In Heydik stimmten 240 Einwohner für den Verbleib bei Ostpreußen, auf Polen entfielen keine Stimmen.
Am 3. Juni (offiziell bestätigt am 16. Juli) 1938 wurde Heydik aus politisch-ideologischen Gründen der Abwehr fremdländisch klingender Ortsnamen in „Heidig“ umbenannt. Die Einwohnerzahl belief sich im Jahre 1939 auf 351.
In Kriegsfolge kam 1945 das gesamte südliche Ostpreußen und somit auch Heydik resp. Heidig zu Polen. Das Dorf erhielt die polnische Namensform „Hejdyk“. Es ist heute Sitz eines Schulzenamtes (polnisch Sołectwo) und als solches eine Ortschaft innerhalb der Stadt- und Landgemeinde Pisz (Johannisburg) im Powiat Piski (Kreis Johannisburg), bis 1998 der Woiwodschaft Suwałki, seither der Woiwodschaft Ermland-Masuren zugehörig. Im Jahre 2011 zählte Hejdyk 263 Einwohner.

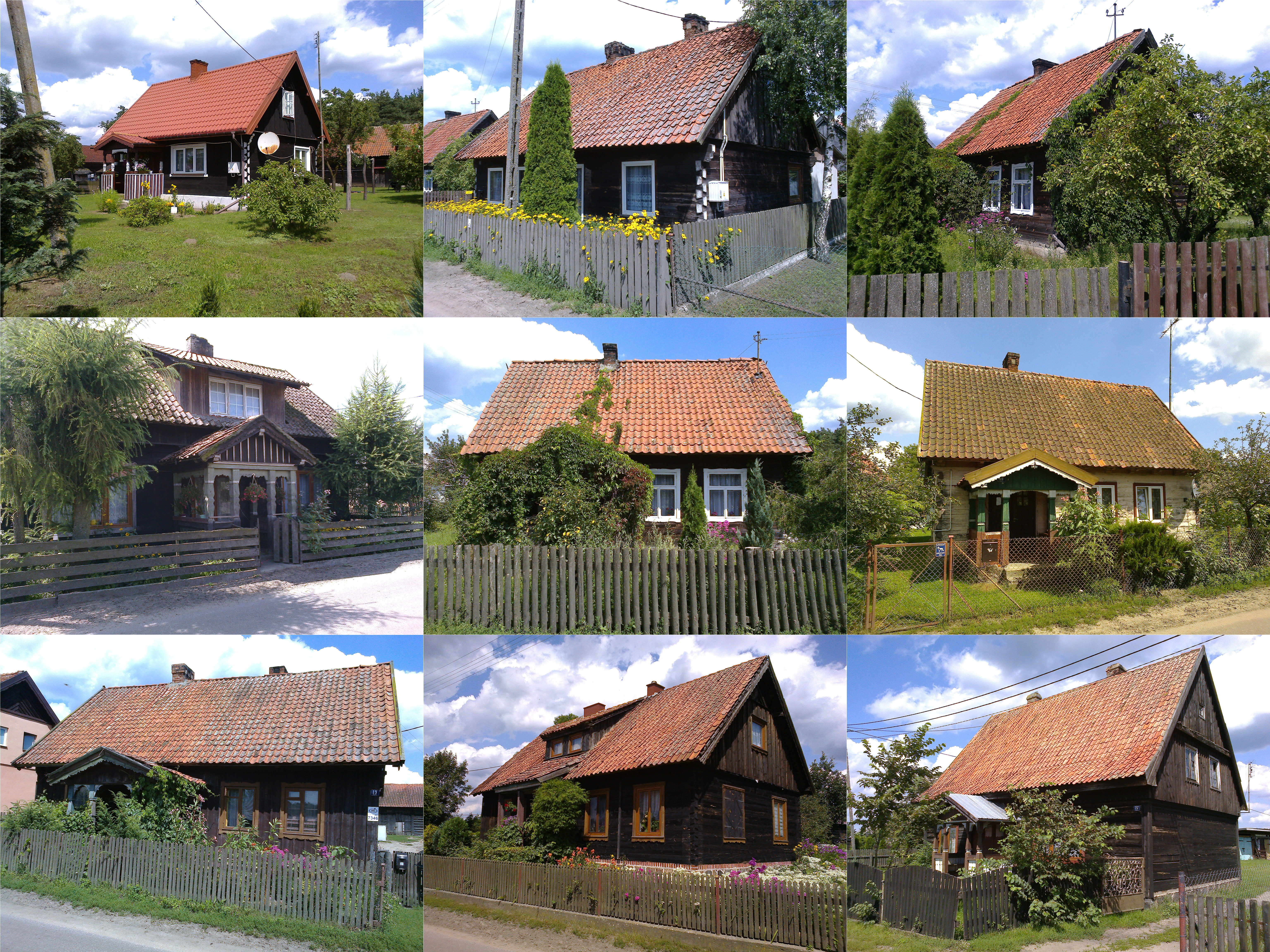
Denkmalgeschützte Holzhäuser in Hejdyk

## Religionen
Bis 1945 war Heydik in die evangelische Kirche Turoscheln (1938 bis 1945 Mittenheide, polnisch Turośl) in der Kirchenprovinz Ostpreußen der Kirche der Altpreußischen Union sowie in die römisch-katholische Kirche Johannisburg im Bistum Ermland eingepfarrt. Heute gehört Hejdyk katholischerseits zur Pfarrei Turośl im Bistum Ełk der Römisch-katholischen Kirche in Polen. Die evangelischen Einwohner halten sich zur Kirchengemeinde in Pisz in der Diözese Masuren der Evangelisch-Augsburgischen Kirche in Polen.

## Schule
Im Jahre 1854 wurde Heydik Schulort.

## Verkehr
Hejdyk liegt an einer Nebenstraße, die von Rozogi (Friedrichshof) über Kwiatuszki Wielkie (Groß Blumenau) und Ciesina (Erdmannen) nach Karpa (Karpa, 1938 bis 1945 Karpen) führt. Eine Bahnanbindung besteht nicht.